# 索霍多爾鄉
46°20′14″N 23°0′37″E / 46.33722°N 23.01028°E
索霍多爾鄉（羅馬尼亞語：Comuna Sohodol, Alba），是羅馬尼亞的鄉份，位於該國中部，由阿爾巴縣負責管轄，面積65平方公里，海拔高度833米，2011年人口1,729，人口密度每平方公里32人。